# Micheline Maurel
Micheline Maurel, née à Toulon le 17 juillet 1916 et morte dans cette même ville le 10 juillet 2009 est une écrivaine et poétesse française, résistante déportée à Ravensbrück en 1943.

## Biographie

### Origine familiale
Petite-fille de l'architecte Charles Maurel et fille d'Edouard Maurel, pionnier de la radio dans le Var, Micheline Maurel est l'aînée d'une fratrie de six enfants.

### Études
À la fin de sa scolarité au collège de jeunes filles de Toulon (actuel Lycée Bonaparte) où chaque année elle a engrangé les prix, elle poursuit des études supérieures en lettres classiques à Lyon puis à Aix-en-Provence et obtient sa licence.

### Résistance
En 1940, elle entre dans la Résistance française où elle fait partie du réseau Marco Polo, et pleine d'enthousiasme elle est à Lyon avec une bourse d'agrégation. En 1941 et 1942, elle y exerce comme professeur de lettres.

### Arrestation, internement et déportation
Le 19 juin 1943, arrêtée par la Gestapo, elle est internée au fort de Romainville. Le 29 août 1943, elle est déportée au Neubrandenbourg, annexe du camp de Ravensbrück, matricule 22410, et va y survivre durant 20 mois avant d'être libérée par l'avancée des troupes russes en avril 1945. En mai 1945, elle est de retour à Toulon. Des privations et sévices subis au camp, elle gardera toute sa vie les séquelles.

### Après-guerre
Après la guerre, elle occupe un poste dans l'enseignement de septembre 1946 à juin 1948, avant d'obtenir un emploi de traductrice à l'Organisation mondiale de la santé et au siège de la Croix-Rouge internationale à Genève.
Parallèlement, à la fin des années 1950, elle se lance dans l'écriture et publiera plusieurs ouvrages : souvenirs des camps, contes pour enfants, poésies.
Très affectée par le suicide de sa fille adoptive, Magali Maurel (1961-1990), elle publiera aussi en 1999 un recueil de poèmes à sa mémoire.

## Distinctions

### Décorations
- Chevalier de la Légion d'honneur
- Croix de guerre 1939–1945, palme de bronze
- Médaille de la Résistance française (décret du 3 août 1946)[1]
- Médaille commémorative des services volontaires dans la France libre

### Hommage
Elle fait partie des 16 femmes dont le parcours est présenté dans le cadre de l'exposition temporaire « Déportées à Ravensbrück, 1942-1945 » organisée par les Archives nationales (site de Pierrefitte-sur-Seine) du 3 février au 16 juin 2023.

## Œuvres
- Un camp très ordinaire (Les Éditions de Minuit, 1957 - rééd. 2016). Récit de captivité. Préface de François Mauriac, prix des Critiques 1957.
- La Vie normale (Les Éditions de Minuit, 1958), roman autobiographique, adapté au cinéma par André Charpak.
- La Passion selon Ravensbrück, poèmes écrits au camp (Les Éditions de Minuit, 1965).
- Him-Li-Co, contes pour enfants (Hatier, 1958).
- Contes d'Agate (Hatier, 1970).
- De douleur et d'espoir - Poèmes à Magali (Éditions de La Lucarne Ovale, 1999).
- Au soleil du soir - Poèmes (Éditions de La Lucarne Ovale, 2000).

## Audio
- La Grande Nuit (Ravensbrück), poèmes et textes de Micheline Maurel dits par Silvia Monfort, Emmanuelle Riva, Catherine Sellers et Jany Sylvaire, musique de Joseph Kosma, orchestre dirigé par Serge Baudo, album 33 tours 30 cm Barclay réf. 88001, 1975, édition pour le 30e anniversaire de la libération des camps (réédition en 1985 par Le Chant du monde[3].